# Bekim Balaj
Bekim Balaj (Shkodër, l'11 de gener de 1991) és un jugador de futbol d'Albània que juga com a davanter al FC Terek Grozny a la lliga Premier de Rússia i la selecció albanesa.

## Equips
Balaj va començar la seva carrera a l'equip de la seva ciutat el Vllaznia Shkodër i va fer el seu debut professional amb 17 anys on va marcar 17 gols en 38 partits amb el club abans de traslladar-se a Turquia per unir-se al Gençlerbirliği.Després de tenir poc èxit a Turquia va tornar a Albània i va jugar per al KF Tirana en què va marcar 15 gols en 37 partits abans d'unir-se a l'Sparta de Praga de la República Txeca el gener de 2013.En aquests temps a l'Sparta de Praga va ser cedit al equip polonès de Jagiellonia Bialystok durant la temporada 2013-14 en què va marcar 9 gols en 36 partits en totes les competicions abans de tornar al seu club durant la primera meitat de la temporada següent. Es va unir actual club HNK Rijeka el gener de 2015 per un preu de € 600.000 i va marcar en el seu debut amb el club en la victòria per 4-1 sobre el NK Lokomotiva.

## Estadístiques
| Club             | Temporada     | Lliga              | Lliga   | Lliga | Copa    | Copa | Continental | Continental | Altres  | Altres | Total   | Total |
| Club             | Temporada     | Divisió            | Partits | Gols  | Partits | Gols | Partits     | Gols        | Partits | Gols   | Partits | Gols  |
| ---------------- | ------------- | ------------------ | ------- | ----- | ------- | ---- | ----------- | ----------- | ------- | ------ | ------- | ----- |
| Vllaznia Shkodër | 2007–08       | Albanian Superliga | 1       | 0     | 0       | 0    | —           | —           | —       | —      | 1       | 0     |
| Vllaznia Shkodër | 2008–09       | Albanian Superliga | 7       | 0     | 5       | 1    | —           | —           | —       | —      | 12      | 1     |
| Vllaznia Shkodër | 2009–10       | Albanian Superliga | 30      | 9     | 6       | 3    | 4           | 0           | —       | —      | 40      | 12    |
| Vllaznia Shkodër | Total         | Total              | 38      | 9     | 11      | 4    | 4           | 0           | —       | —      | 53      | 13    |
| Gençlerbirliği   | 2010–11       | Süper Lig          | 1       | 0     | 1       | 0    | —           | —           | —       | —      | 2       | 0     |
| Gençlerbirliği   | Total         | Total              | 1       | 0     | 1       | 0    | —           | —           | —       | —      | 2       | 0     |
| Tirana           | 2010–11       | Albanian Superliga | 13      | 2     | 4       | 1    | —           | —           | —       | —      | 17      | 3     |
| Tirana           | 2011–12       | Albanian Superliga | 24      | 13    | 14      | 8    | 2           | 0           | —       | —      | 40      | 21    |
| Tirana           | 2012–13       | Albanian Superliga | —       | —     | —       | —    | 2           | 0           | 1       | 1      | 3       | 1     |
| Tirana           | Total         | Total              | 37      | 15    | 18      | 9    | 4           | 0           | 1       | 1      | 60      | 25    |
| Sparta Prague    | 2012–13       | Czech First League | 12      | 3     | 3       | 0    | 5           | 1           | —       | —      | 20      | 4     |
| Sparta Prague    | Total         | Total              | 12      | 3     | 3       | 0    | 5           | 1           | —       | —      | 20      | 4     |
| Jagiellonia      | 2013–14       | Ekstraklasa        | 31      | 7     | 6       | 2    | —           | —           | —       | —      | 37      | 9     |
| Jagiellonia      | Total         | Total              | 31      | 7     | 6       | 2    | —           | —           | —       | —      | 37      | 9     |
| Slavia Prague    | 2014–15       | Czech First League | 13      | 3     | 0       | 0    | —           | —           | —       | —      | 13      | 3     |
| Slavia Prague    | Total         | Total              | 13      | 3     | 0       | 0    | —           | —           | —       | —      | 13      | 3     |
| Rijeka           | 2014–15       | MAXtv Prva Liga    | 15      | 9     | 3       | 1    | —           | —           | —       | —      | 18      | 10    |
| Rijeka           | 2015–16       | MAXtv Prva Liga    | 31      | 9     | 4       | 1    | 2           | 0           | —       | —      | 37      | 10    |
| Rijeka           | Total         | Total              | 46      | 18    | 7       | 2    | 2           | 0           | —       | —      | 55      | 20    |
| Total carrera    | Total carrera | Total carrera      | 178     | 55    | 46      | 17   | 15          | 1           | 1       | 1      | 240     | 74    |